# دوستان حیوانات

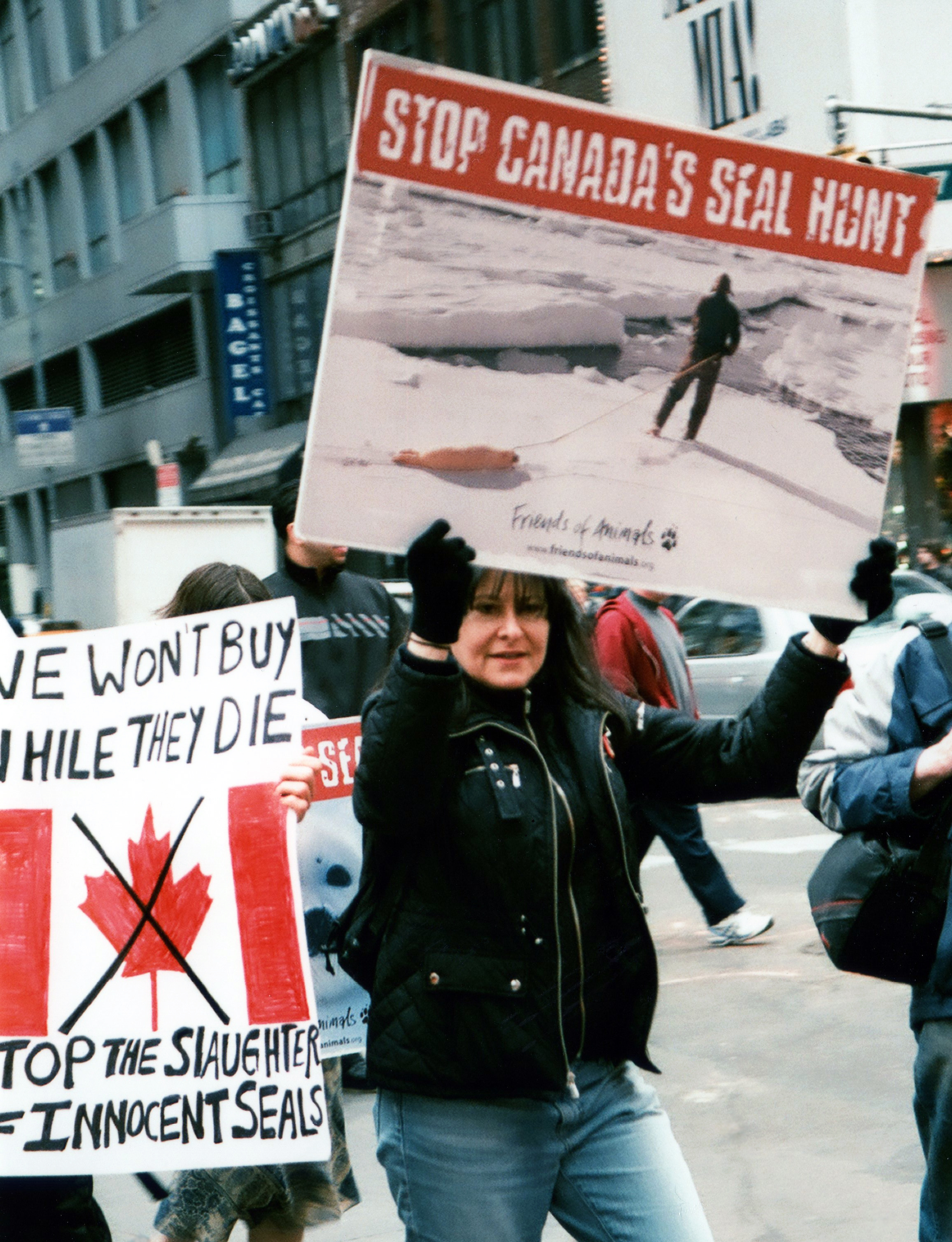
FOA - Stop the Seal Hunt

دوستان حیوانات (FoA) یک سازمان بین‌المللی حمایت از حیوانات است که در سال ۱۹۵۷ در شهر  نیویورک تأسیس شد و برای آزاد کردن حیوانات در سراسر جهان از ظلم و استثمار نهادی استفاده می‌کند. دفتر مرکزی این سازمان در درین، کنتیکت و کلرادو قرار دارد.